# Dieter Eisfeld (Stadtplaner)
Dieter Eisfeld (* 26. April 1934 in Emden; † 14. Februar 2018 in Hannover) war ein deutscher Jurist, Stadtplaner, Sachbuch-Autor und Schriftsteller.

## Leben
Der 1934 in Emden geborene Dieter Eisfeld begann nach seinem Abitur das Studium der Rechtswissenschaft, Soziologie und Literatur in Göttingen an der dortigen Universität sowie an der Universität zu Köln.
Seit Mitte der 1970er Jahre wirkte Eisfeld in Hannover als Leiter des Bauverwaltungsamtes und begleitete von 1988 bis 1996 die vorbereitenden Arbeiten für die Weltausstellung Expo 2000, als einer deren Väter er gilt. Dabei plante er unter anderem die am Kronsberg zu errichtende Kronsberg-Siedlung. Doch sein Ziel einer „Expo völlig neuen Typs“, die ökologisch Weltmaßstäbe setzen sollte, konnte er nicht erreichen.
Seit 1986 verfasste Eisfeld Sachbücher und Romane. Überregional bekannt wurde er vor allem mit Publikationen zur modernen Stadtgesellschaft – und später mit dem Roman Das Loch, mit dem der Wahlhannovaner der niedersächsischen Landeshauptstadt „ein Denkmal gesetzt“ hat.
Anfang der 1990er Jahre wohnte Eisfeld in der Gartenhofsiedlung im hannoverschen Stadtteil Marienwerder. Mitte Februar 2018 starb Dieter Eisfeld.

## Schriften (Auswahl)
- Die Stadt der Stadtbewohner. Neue Formen städtischer Demokratie, Stuttgart: Deutsche Verlags-Anstalt, 1973, ISBN 978-3-421-02346-9 und ISBN 3-421-02346-8; Inhaltsverzeichnis
- Dieter Eisfeld (Verf.), Detlev Draser (Mitarb.): Kunst in der Stadt. Über den Versuch, Städte durch künstlerische Objekte und Aktionen zu verändern, Stuttgart: Deutsche Verlags-Anstalt, 1975, ISBN 978-3-421-02453-4 und ISBN 3-421-02453-7; Inhaltsverzeichnis
- Grosse Stadt, was nun? Über die Notwendigkeit einer Stadtphilosophie, Stuttgart: Deutsche Verlags-Anstalt, 1978, ISBN 978-3-421-02522-7 und ISBN 3-421-02522-3
- Stadt und öffentlicher Nahverkehr. Der Fall Hannover (1852 bis 2000). Üstra Hannoversche Verkehrsbetriebe AG, Hannover 1980, ISBN 978-3-9802783-0-0.
- Stadt der Zukunft. Eine neue Stadtverfassung für das 21. Jahrhundert, Stuttgart: Deutsche Verlags-Anstalt, 1981, ISBN 978-3-421-02573-9 und ISBN 3-421-02573-8
- Karriere. Lohnt sich das? Die menschlichen Kosten des Erfolgsstrebens. Rowohlt Verlag, Reinbek 1985, ISBN 3-498-01628-8 (Sachbuch).
- Das Genie. Diogenes, Zürich 1986, ISBN 3-257-01719-7 (Roman).
  - El genio (in spanischer Sprache), Trad. del alemán por Pilar Giralt Gorina, Barcelona: Seix Barral, 1987
- Das Loch. Roman, Hannover: Postskriptum-Verlag, 1991, ISBN 978-3-922382-57-7 und ISBN 3-922382-57-6
- Commedia dell' Expo. Schlütersche Verlagsgesellschaft, Hannover 2000, ISBN 3-87706-374-8 (Sachbuch).